# Estadio Paolo Mazza
El Estadio Paolo Mazza (en italiano: Stadio Paolo Mazza) es un estadio de fútbol ubicado en la ciudad de Ferrara, provincia de Emilia-Romaña, Italia. El estadio en funcionamiento desde 1928, es sede de los partidos en casa del club de fútbol SPAL Ferrara. El estadio lleva el nombre de Paolo Mazza un exfutbolista y presidente del club SPAL 2013 entre los años 1946 a 1977.
El estadio fue inaugurado en 1928 con un partido amistoso jugado entre el SPAL y el Módena. La capacidad inicial fue de alrededor de 4000 asientos y el público fue recibido en el parterre y una tribuna de cemento.
Después de la Segunda Guerra Mundial, el estadio fue ampliado en 1951 a una capacidad de alrededor de 25 000 asientos. En los años siguientes se restauraron todas las áreas: primero la nueva tribuna cubierta, a continuación se extendió la curva oeste y también cubiertas, y, finalmente, los pasos de acuerdo con la configuración actual que proporciona una capacidad de 16 000 asientos.
En el verano de 2016, debido a la promoción a la Serie B del SPAL, el estadio se somete a una reestructuración parcial con la introducción de los torniquetes, la demolición del parterre en el Tribune, la ampliación del campo, la construcción de nuevos bancos y una nueva entrada de jugadores.
El 3 de abril de 2017, el nuevo plan de reestructuración que se llevará a la etapa se presentó mayor de doce (12348) apariciones para la construcción de una nueva invitados de la industria (East Bend de 1508), la renovación y reapertura solamente a los aficionados locales de la grada Norte (3480 lugares), el fortalecimiento de la vigilancia con la eliminación de las barreras de la misma grada Norte y la adición de dos nuevos torniquetes de entrada de los sectores junto con otras mejoras de los baños y refresco. Por último, se creará una nueva zona de aparcamiento para los atletas, las empresas y los árbitros están recuperando el espacio en la esquina de Vía Montegrappa y Corso Piave.
En la misma fecha, también se presentó la posible proyecto de expansión para la temporada 2018-2019, lo que elevaría la capacidad total de 16 mil asientos.

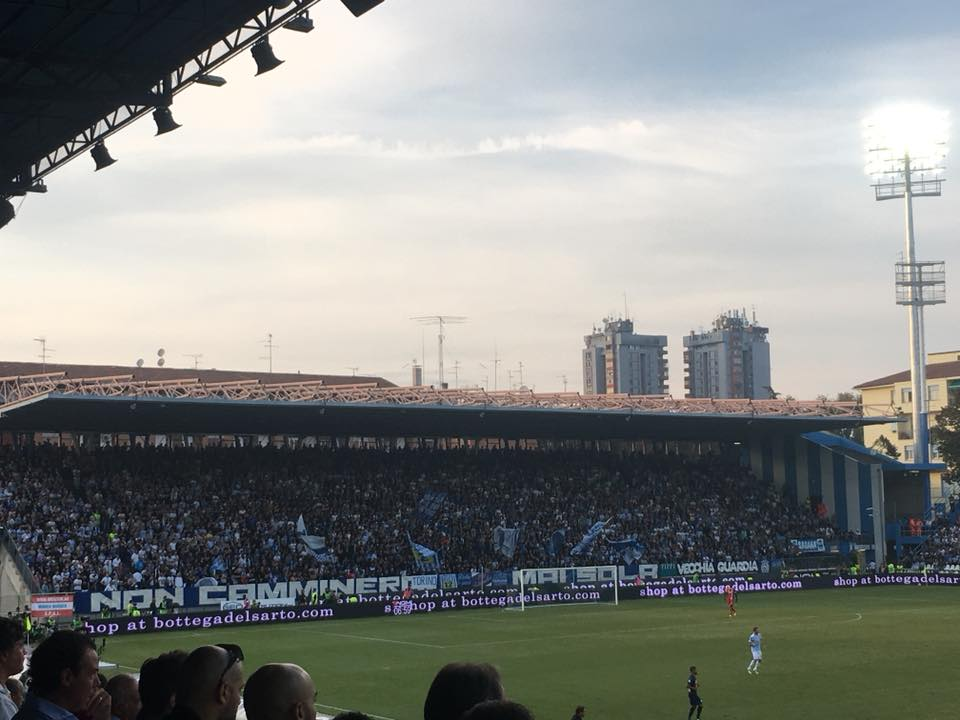
Grada oeste
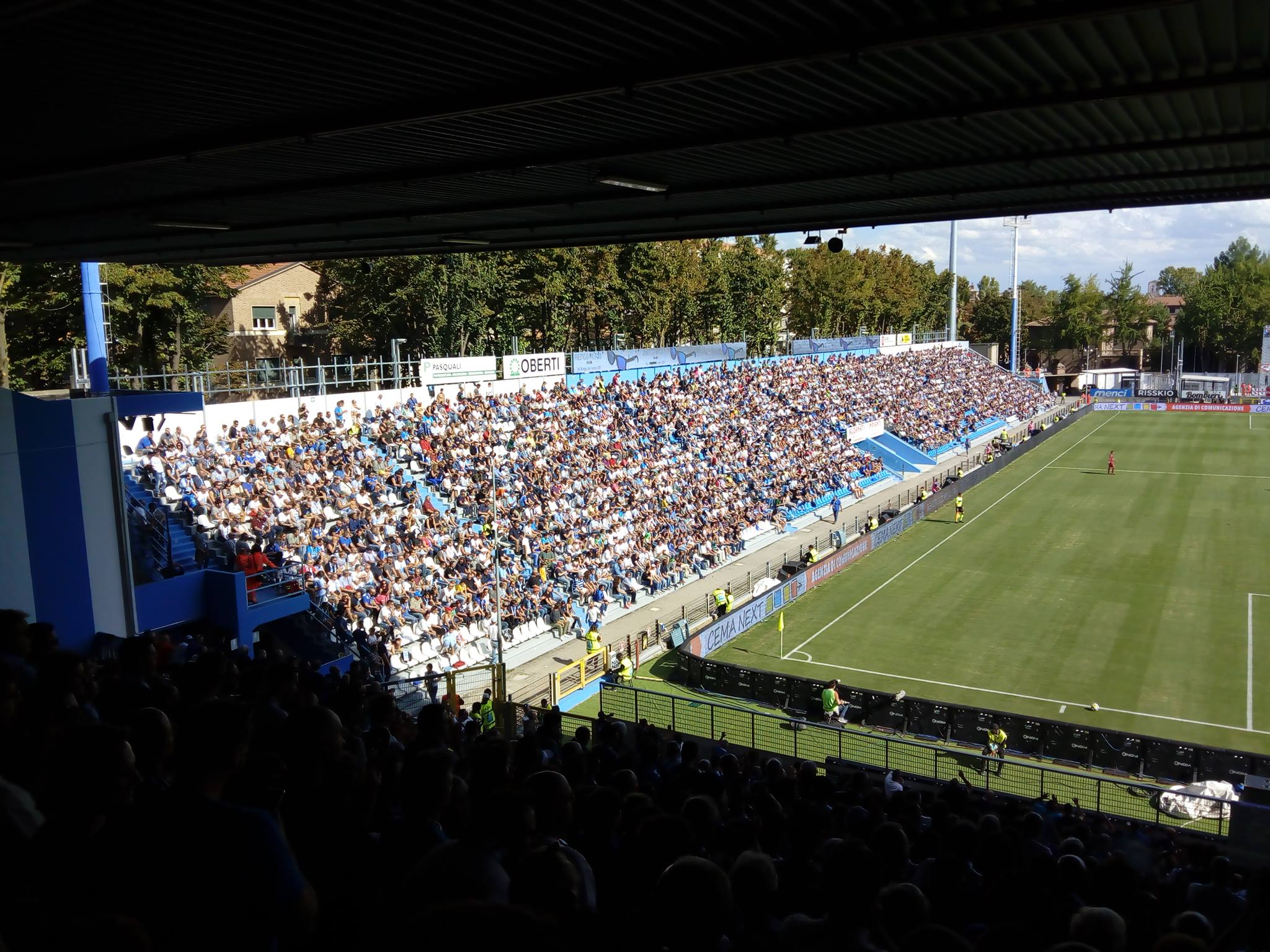
Grada norte
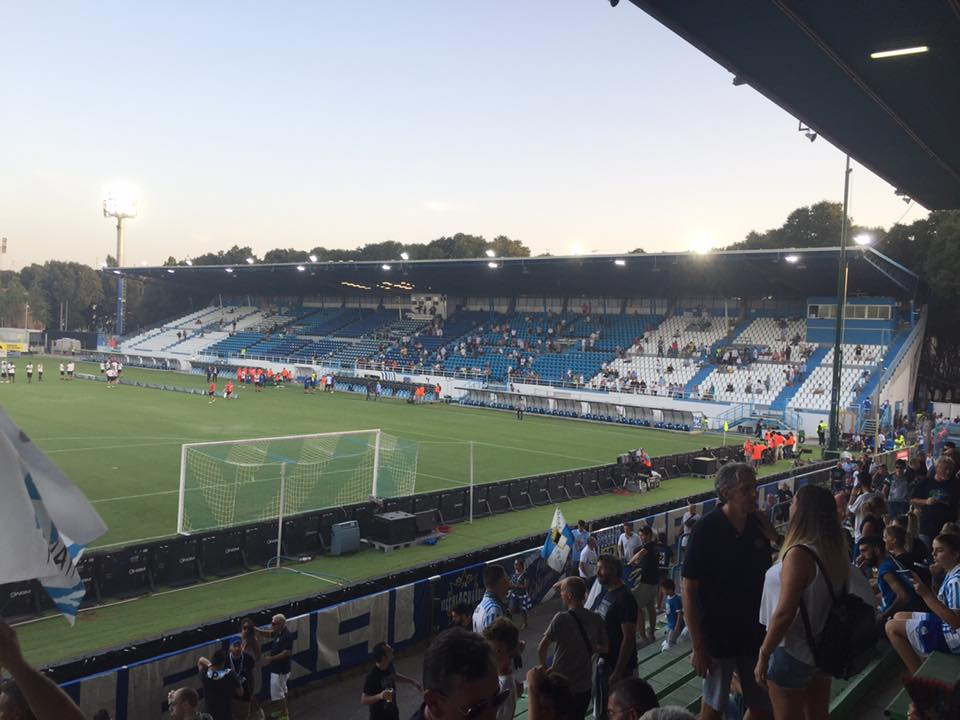
Tribuna sur
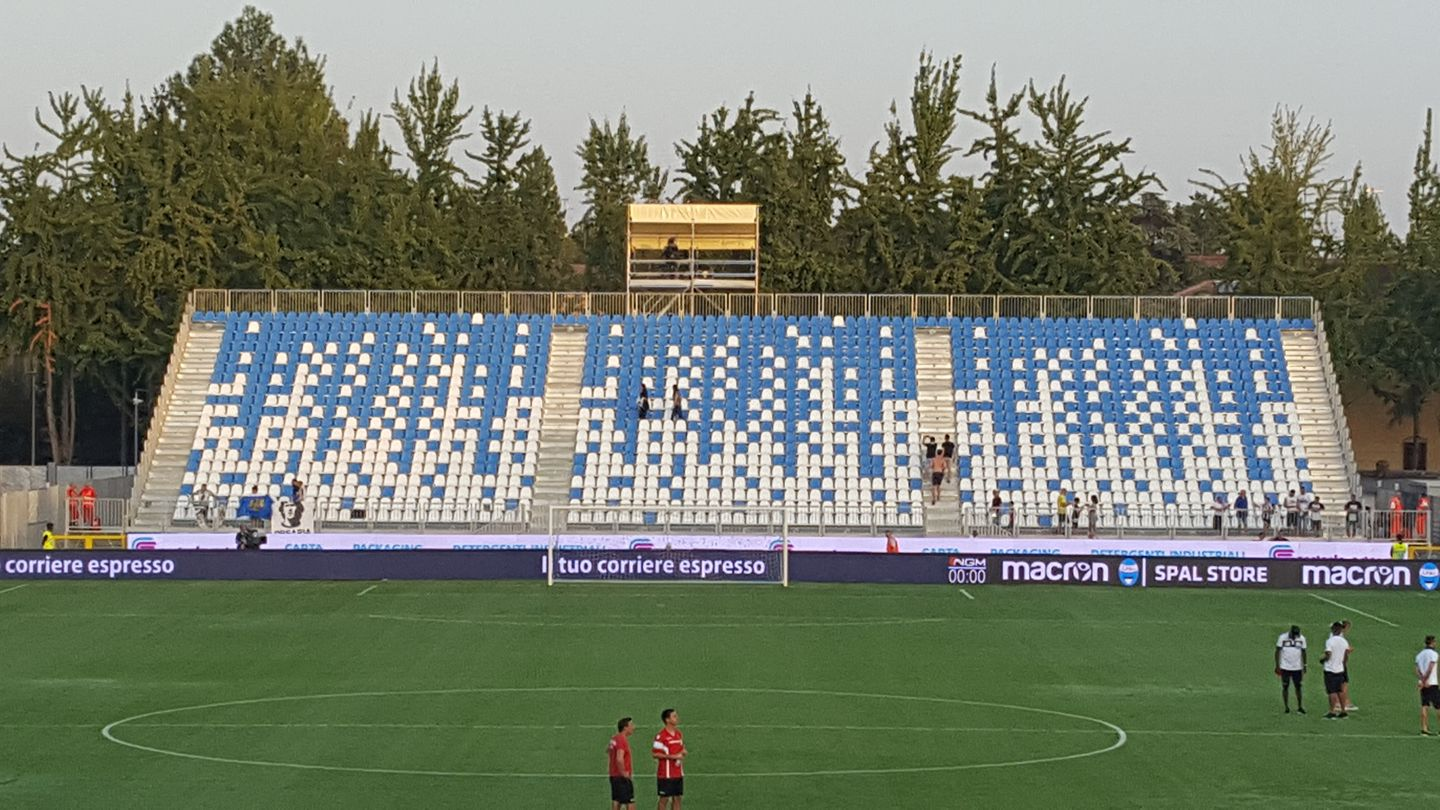
Grada este
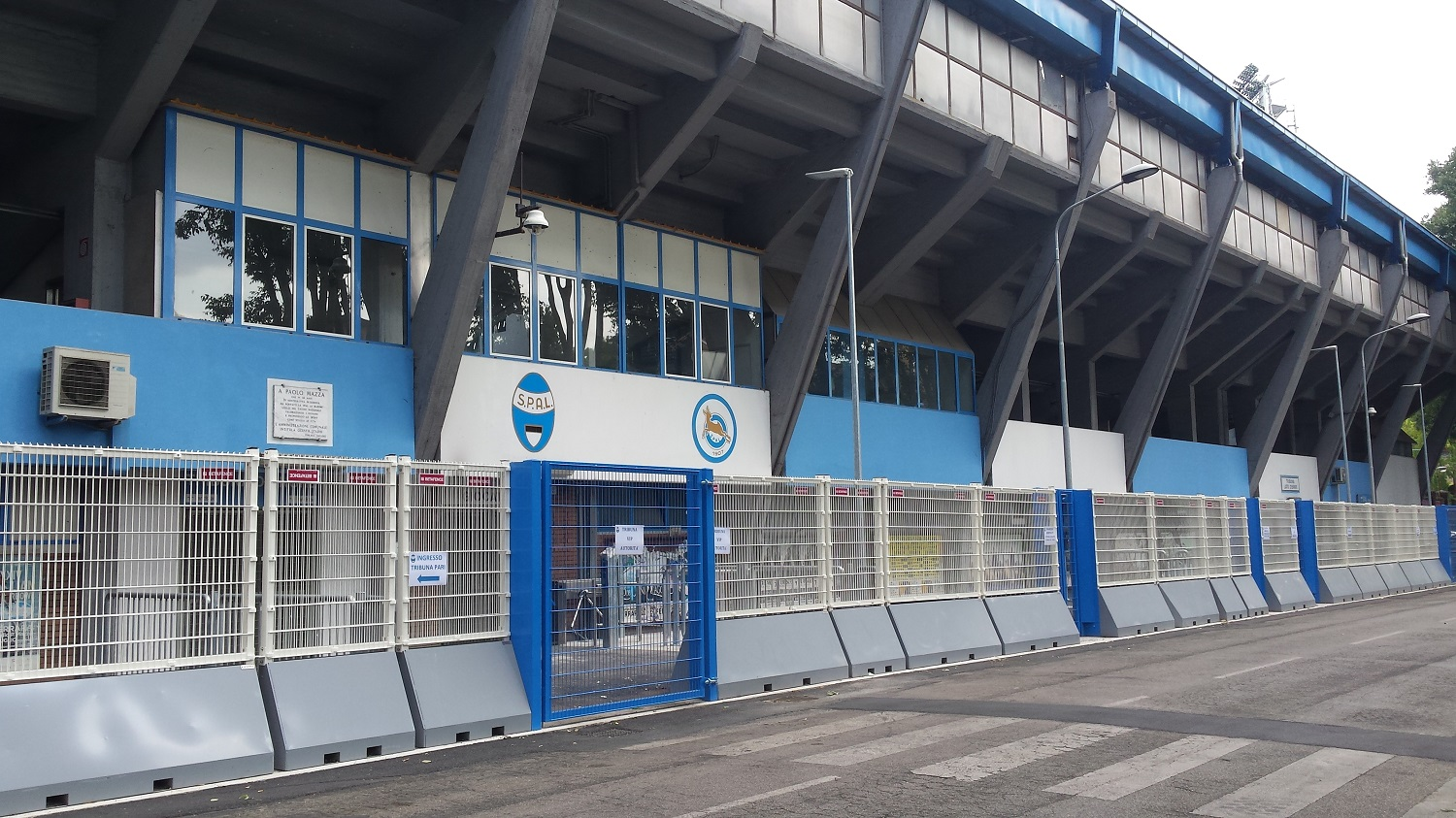
Tribuna externa sur
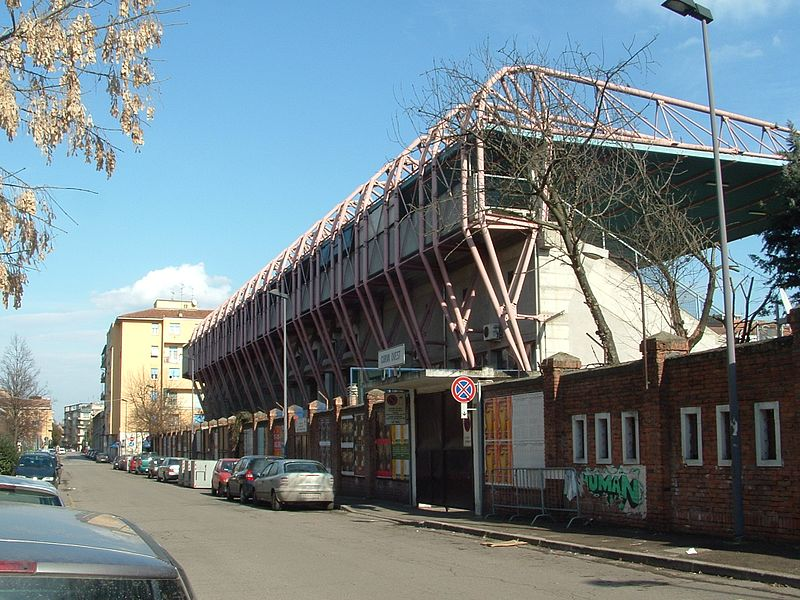
Grada oeste externa